# Dwerglepelmot
De dwerglepelmot (Tinagma ocnerostomella) is een vlinder uit de familie lepelmotten (Douglasiidae). De wetenschappelijke naam is voor het eerst geldig gepubliceerd in 1850 door Stainton.
De soort komt voor in Europa.